# (9835) 1984 UD
1984 يو دي (ويعرف أيضًا باسم (9835) 1984 يو دي وفق تسمية الكوكب الصغير) (بالإنجليزية: 1984 UD)‏ هو كويكب ضمن حزام الكويكبات؛ وترتيبه 9835 من حيث الاكتشاف.
اكتُشف هذا الجُرم الفلكي بواسطة Zdeňka Vávrová ‏ في 17 أكتوبر 1984.

## وصلات خارجية
- (9835) 1984 UD في قاعدة بيانات مختبر الدفع النفاث لأجرام النظام الشمسي الصغيرة

- الاكتشاف · مخطط المدار ·  العناصر المدارية · المعلمات المادية

- (9835) 1984 UD على موقع ويكي سكاي: DSS2, SDSS, GALEX, IRAS, Hydrogen α, X-Ray, Astrophoto, Sky Map, Articles and images